# Зубчанинов, Егор Июдович
Родился в 1777 г. в Твери, в купеческой семье. Купец 1-й гильдии. Торговал мукой и другими товарами\. доставляя их в Санкт-петербургский порт. Участвовал в казённых подрядах и поставках. В Твери имел 10 каменных домов, земли в Тверском уезде и Новгородской губернии.
В структурах гражданского управления Твери занимал должности:
1809—1810 гг. — член комитета по благоустройству города;
1811 г. — депутат по «устроению» в Твери канала;
в том же 1811 г. — депутат тверского гражданского общества по управлению земских повинностей.
За пожертвования в дело благоустройства города получил от Александра I золотую медаль "За усердную службу"для ношения её на шее на Владимирской ленте;
в 1809 г. за пожертвования в пользу неимущих пожалован монаршей благодарностью.
В 1812 г. Зубчанинов Е. И. был избран городским главой. Однако болезнь стала причиной частого отсутствия главы в городской думе, что осложняло управление городом. С 3 сентября 1813 г. его обязанности на заседаниях городской думы стали исполнять гласные. 8 февраля 1814 г. губернатор П. И. Озеров уволил Е. И. Зубчанинова. Исполняющим обязанности городского главы стал бургомистр Василий Петрович Назаров.
В 1825 г. Е. И. Зубчанинов перешёл в Санкт-петербургское купечество.